# Bošín
Bošín település Csehországban, a Ústí nad Orlicí-i járásban. Bošín Běstovice, Skořenice, Újezd u Chocně, Plchovice és Kostelecké Horky településekkel határos. Lakosainak száma 104 fő (2024. január 1.).

## Népesség
A település lakosságának változását az alábbi diagram mutatja:
| Lakosok száma | 203  | 193  | 174  | 133  | 94   | 89   | 95   | 98   | 96   | 104  |
|               | 1869 | 1900 | 1921 | 1961 | 1980 | 2011 | 2016 | 2019 | 2021 | 2024 |